# Przyjaciele

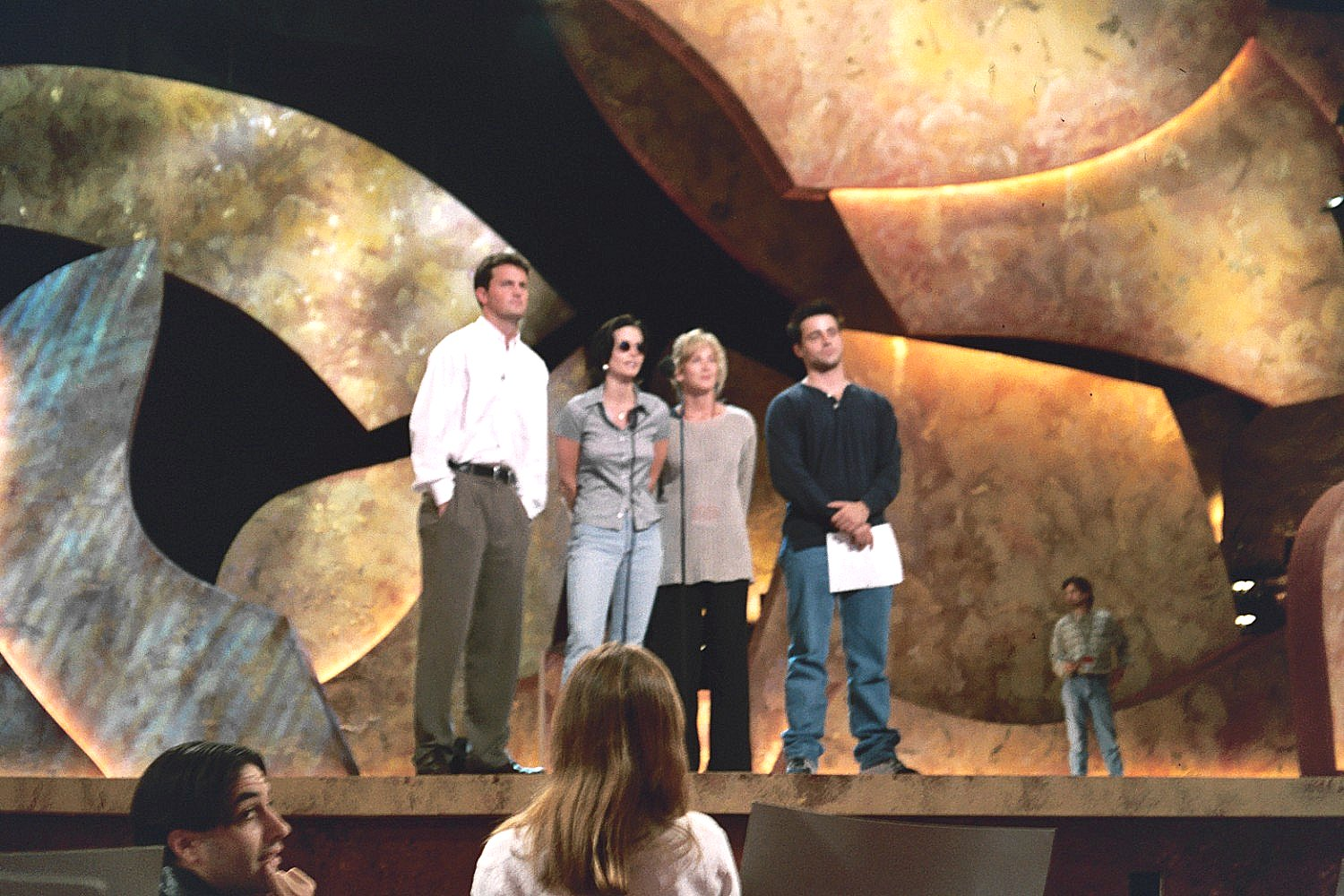
Na zdjęciu trójka aktorów grających w serialu : Matthew Perry, Courteney Cox, Matt LeBlanc

Przyjaciele (ang. Friends) – amerykański serial komediowy o grupie przyjaciół mieszkających na Manhattanie, w Nowym Jorku, emitowany przez amerykańską stację telewizyjną NBC w latach 1994–2004.
Serial wyświetlano w ponad 100 krajach. Ostatni odcinek został wyemitowany 6 maja 2004 roku i obejrzało go około 52,5 miliona amerykańskich widzów. Przez dziesięć lat produkcji otrzymał 6 nagród Emmy, w tym dla najlepszego serialu komediowego, a także Złoty Glob, dwie nagrody Stowarzyszenia Aktorów Filmowych oraz 56 innych nagród i 152 nominacje.
Po 25 latach od premiery zaplanowano nakręcenie odcinka specjalnego. Jego realizacja miała się odbyć w roku 2020, ale ze względów pandemicznych została przełożona. Wstępna data premiery to początek marca 2021 roku. Premiera Friends: Reunion odbyła się 27 maja 2021 roku na platformie HBO Max.
W Polsce serial po raz pierwszy emitowany był na antenie Canal+. Później reemitowały go między innymi: Polsat, TVN, TVN 7, Metro, Comedy Central Polska, Eska TV. W latach 2018–2020 produkcję udostępniała także platforma internetowa Netflix. Obecnie wszystkie odcinki dostępne są na platformie Max.

## Obsada
Bohaterowie główni
- Rachel Green (Jennifer Aniston): wielbicielka mody, która swoją karierę zaczyna jako kelnerka w kawiarni. Później pracuje w Bloomingdale’s i u Ralpha Laurena w dziale zarządzania.
- Monica Geller (Courteney Cox): pracuje w branży kulinarnej, kilkakrotnie zmienia pracę. Jej ostatnią pracą jest posada szefa kuchni w restauracji Javu. Ma obsesję na punkcie sprzątania.
- Phoebe Buffay (Lisa Kudrow): ekscentryczna masażystka, piosenkarka i gitarzystka; gra także postać Ursuli Buffay, siostry-bliźniaczki Phoebe.
- Joey Tribbiani (Matt LeBlanc): aktor, który dzięki roli doktora Drake’a Ramoraya w operze mydlanej Dni naszego życia zyskał sławę.
- Chandler Bing (Matthew Perry): pracownik firmy analizującej i przetwarzającej dane statystyczne dla międzynarodowych korporacji. Jego zawód jest w serialu częstym obiektem żartu, jako że nikt z pozostałych przyjaciół nie umiał powiedzieć, czym konkretnie zajmuje się Chandler. Pod koniec serialu rozpoczyna staż w agencji reklamowej.
- Ross Geller (David Schwimmer): starszy brat Moniki, paleontolog pracujący w Muzeum Historii Naturalnej, później wykładowca na New York University. Od czasów liceum zakochany w Rachel.

Przyjaciele przyjaciół
- Carol Willick / Carol Geller / Carol Willick-Bunch (Anita Barone w odc. 2.; później Jane Sibbett) to pierwsza była żona Rossa, z którym była przez 8 lat, przed 1. sezonem. Zostawiła go po tym, jak odkryła, że jest lesbijką. Razem z Rossem mają synka Bena. W połowie 2. sezonu wzięła ślub z Susan Bunch (Jessica Hecht), a Ross prowadził Carol do ołtarza. Występowała od 1. do połowy 7. sezonu.
- prof. Charlie Wheeler (Aisha Tyler) to była dziewczyna Joeya, z którym zerwała by być z Rossem. Następnie porzuciła Gellera, by wrócić do byłego chłopaka, a przy okazji Noblisty – Benjamina Hobarta (Greg Kinnear). Występowała w 9. i 10. sezonie.
- Emily Waltham / Emily Geller (Helen Baxendale) to druga była żona Rossa, z którą wziął rozwód, ponieważ stawiała mu coraz więcej warunków ich koegzystencji. Tym, którego nie mógł spełnić, był zakaz spotykania się z Rachel. Występowała w 4. i 5. sezonie.
- Erica z Ohio (Anna Faris) to biologiczna matka chłopca i dziewczynki, adoptowanych przez Monicę oraz Chandlera. Występowała w 10. sezonie.
- Gunther (James Michael Tyler) to barman w Central Perku od lat zakochany w Rachel. Przyjaciele często śmiali się z jego fryzury i ubrań. Występował gościnnie w każdym sezonie.
- Janice Litman−Garelnick z d. Hosenstein (Maggie Wheeler) to kilkukrotna była dziewczyna Chandlera, z którą nie potrafił zerwać i dlatego ciągle do siebie wracali. Żadne z przyjaciół za nią nie przepadało. Charakteryzuje się specyficznym nosowym śmiechem i słowami „O! Mój! Boże!” za każdym razem, gdy pojawiała się na ekranie. Występowała gościnnie w każdym sezonie, oprócz szóstego, gdzie tylko użyczyła głosu.
- Julie (Lauren Tom) to była dziewczyna Rossa, z którą zaczął chodzić od końca pierwszego sezonu. Rzucił ją, gdy dowiedział się o tym, że Rachel też do niego coś czuje. Występowała w 1. i 2. sezonie.
- Michael „Mike” Hannigan (Paul Rudd) to niepraktykujący prawnik, pianista i drugi mąż Phoebe. Pojawił się w 9. i 10. sezonie.
- Richard Burke (Tom Selleck) to były partner Moniki, starszy od niej o 21 lat. Z zawodu okulista, prywatnie jeden z najbliższych przyjaciół rodziców Moniki i Rossa. Zerwali, gdyż on nie chciał mieć więcej dzieci. Później chciał mieć dzieci i oświadczyć się Monice, ale ostatecznie wycofał się po rozmowie z Chandlerem, który też miał taki plan. Pojawiał się od połowy 2. do końca 6. sezonu.

Postacie epizodyczne
Serial zasłynął wyjątkowo dużą liczbą słynnych osób, które pojawiały się tu w rolach cameo. Oprócz zawodowych aktorów w serialu wystąpili m.in.: Chris Isaak, Chrissie Hynde, Ian Thorpe, Jay Leno, Kyle Gass, Donny Osmond, Ralph Lauren, Richard Branson, Sarah Ferguson, Elle Macpherson, Trudie Styler.

## Fabuła
Sezon 1 (1994–1995)
Phoebe, Monica, Chandler, Joey i Ross spotykają się w kawiarni Central Perk. Joey i Chandler są współlokatorami, którzy mieszkają naprzeciwko Moniki, Phoebe mieszka z babcią, a Ross mieszka sam. Rachel, przyjaciółka Moniki ze szkoły średniej, wchodzi do Central Perk w sukni ślubnej zaraz po tym, jak uciekła sprzed ołtarza. Wprowadza się do Moniki i dostaje pracę jako kelnerka w Central Perk. Ross rozwodzi się z żoną, Carol, która uświadamia sobie, że jest lesbijką. Carol jest w ciąży z Rossem. Rodzi syna – Bena, którego wychowuje ze swoją kochanką Susan.
Ross był zakochany w Rachel w szkole średniej i ciągle coś do niej czuje. Stara się z nią umówić, ale Chandler i Joey zniechęcają go. W urodziny Rachel Ross wyjeżdża do Chin, a Rachel dostaje od niego w prezencie biżuterię ze sklepu z antykami. Chandler przypadkiem wyjawia Rachel, że Ross ją kocha, więc Rachel jedzie na lotnisko w dzień jego powrotu, by go przywitać. Z samolotu wychodzi on jednak z inną kobietą, Julie.
Sezon 2 (1995–1996)

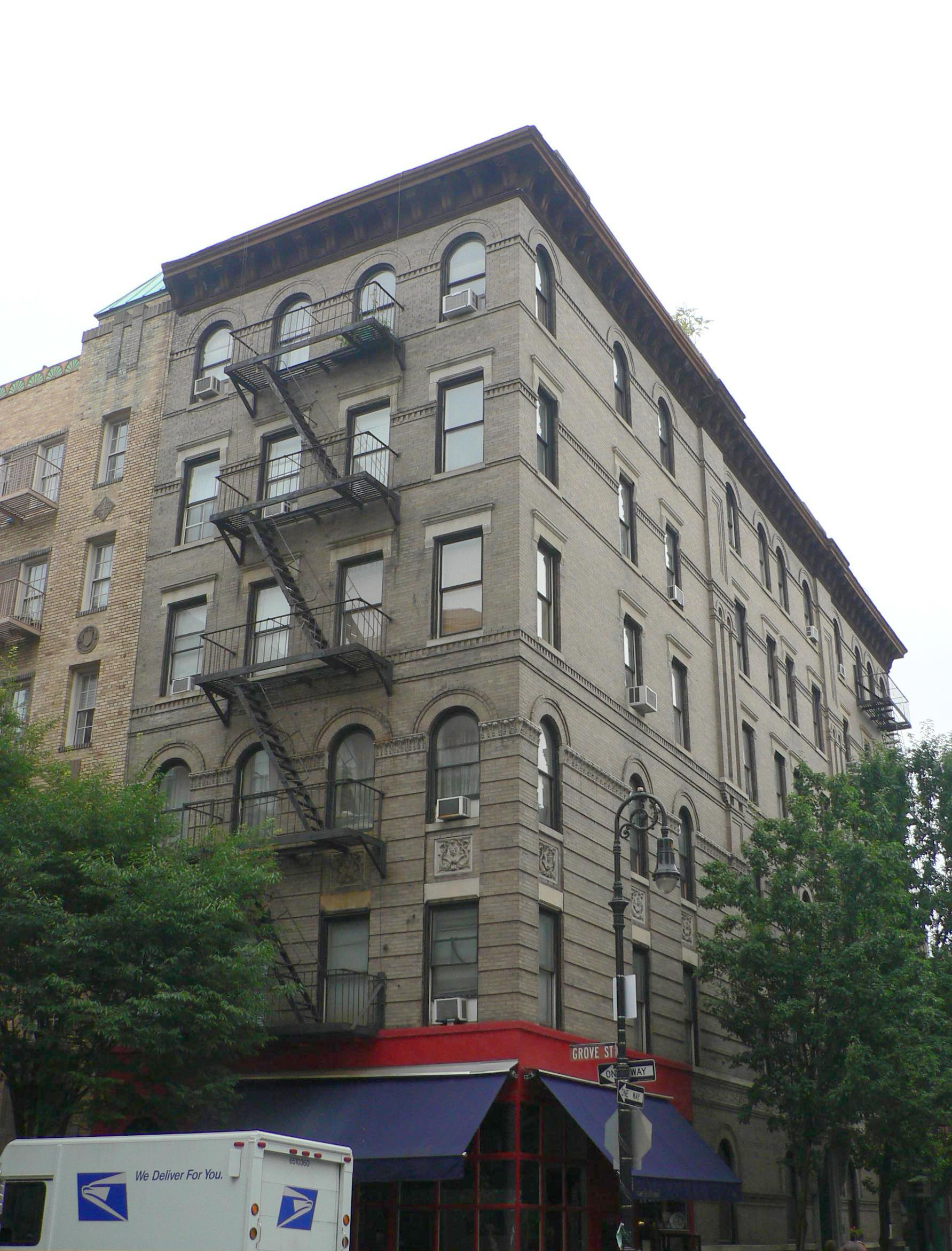
Budynek w Nowym Jorku, w dzielnicy Greenwich Village (współrzędne 40°43'56.5"N 74°00'19.1"W), w którym mieszkali wszyscy bohaterowie

Rachel nie przepada za Julie, nową dziewczyną Rossa. Pewnego wieczora po wypiciu zbyt dużej ilości wina Rachel zostawia Rossowi wiadomość, że z nimi już wszystko skończone, która wprawia Rossa w zakłopotanie. Wkrótce para całuje się, a Ross musi wybrać pomiędzy Rachel a Julie, więc tworzy listę „za” i „przeciw” dla obydwu dziewczyn. Wybiera Rachel i zrywa z Julie, ale niestety Rachel znajduje listę i odrzuca go. Wszystko zmienia się po obejrzeniu filmu z przygotowań do balu maturalnego Rachel i Moniki, kiedy Rachel nie ma z kim pójść na bal, więc Ross postanawia z nią iść, ale gdy w garniturze schodzi ze schodów widzi jak Rachel wychodzi na bal z chłopakiem, który się spóźnił. Rachel, doceniając gest Rossa, całuje go. Po pocałunku Ross i Rachel są razem.
Joey dostaje swoją życiową rolę w operze mydlanej Dni naszego życia jako dr Drake Ramoray. Zarabia na tyle dużo, że stać go na własne mieszkanie. Po wyprowadzce Joeya Chandler znajduje nowego współlokatora, Eddiego, który okazuje się wariatem. Joey udziela wywiadu, w którym twierdzi, że sam jest autorem wielu swoich serialowych kwestii, co rozwściecza scenarzystę, i wkrótce jego postać zostaje uśmiercona spadając do szybu windy. Tym samym Joey traci rolę w serialu, z powrotem wprowadza się do Chandlera i pomaga mu pozbyć się Eddiego.
Szukając swego biologicznego ojca, Phoebe odkrywa, że ma przyrodniego brata Franka Juniora.
Chłopakiem Moniki zostaje dr Richard Burke (Tom Selleck), starszy od niej o 21 lat okulista, przyjaciel jej rodziców. Monika zrywa z nim, kiedy Richard mówi, że nie chce mieć dzieci.
Kiedy Chandler spotyka się z kobietą poznaną przez internet, okazuje się, że jest nią jego była dziewczyna, Janice.
Sezon 3 (1996–1997)
Rachel rzuca pracę w kawiarni i dostaje nową w sieci sklepów odzieżowych Bloomingdale's. Rachel, podczas kłótni z Rossem, który jest zazdrosny o jej kolegę z pracy, sugeruje, aby zrobili sobie przerwę. Ross po kłótni dzwoni do Rachel aby ją przeprosić okazuje się jednak, że jest u niej Mark. W rozpaczy i pod wpływem alkoholu, Ross spędza noc ze spotkaną w barze kobietą. Nazajutrz chce wrócić do Rachel, nie mówiąc jej o niczym. Ta jednak dowiaduje się o zdradzie i ostatecznie zrywają.
Joey kupuje kurczaczka i kaczuszkę.
Phoebe odnajduje kobietę, która znała jej rodziców i zaprasza przyjaciół do domku na plaży, by się z nią spotkać. Rachel jest zazdrosna o nową dziewczynę Rossa, Bonnie, która niespodziewanie pojawia się na plaży, i namawia ją, by zgoliła głowę na łyso, jak kiedyś. Ross i Rachel kłócą się o to i oboje czują, że coś nadal między nimi jest. Ross musi wybrać jedną z dziewczyn.
Sezon 4 (1997–1998)
Ross postanawia wrócić do Rachel i zerwać z Bonnie, ale dochodzi do kłótni o to, kto ponosi winę za wcześniejszy rozpad związku i znów ze sobą zrywają.
Phoebe dowiaduje się, że kobieta, którą poznała na plaży, to jej biologiczna matka. Okazuje się, że jej siostra-bliźniaczka Ursula już dawno o tym wiedziała. Phoebe zgadza się urodzić dzieci swojego brata i jego żony Alice i zachodzi w ciążę z trojaczkami.
Chandlerowi podoba się nowa dziewczyna Joeya, Kathy, która też zakochuje się w Chandlerze. Po udowodnieniu przyjacielowi, ile dla niego znaczy, dostaje aprobatę dla swojej relacji z Kathy. Kiedy okazuje się, że dziewczyna zdradza Chandlera, zrywają ze sobą.
Po przegranym zakładzie Monica i Rachel zamieniają się mieszkaniami z Joeyem i Chandlerem. Dziewczyny nienawidzą nowego mieszkania i po pewnym czasie podstępem zamieniają się ponownie.
Ross oświadcza się swojej nowej dziewczynie, Brytyjce Emily. Wszyscy przyjaciele oprócz Phoebe, która jest w zaawansowanej ciąży, jadą do Londynu na ślub Rossa z Emily. Monica wpada w depresję, ponieważ nie ma partnera oraz jeden z gości weselnych uznał, że jest matką Rossa. Chandler tak ją pociesza, że ostatecznie lądują w łóżku. Rachel zdaje sobie sprawę, że kocha Rossa i chce mu to powiedzieć, ale gdy widzi go z Emily, postanawia nie psuć im ślubu. Podczas przysięgi Ross wypowiada imię Rachel zamiast Emily.
Sezon 5 (1998–1999)

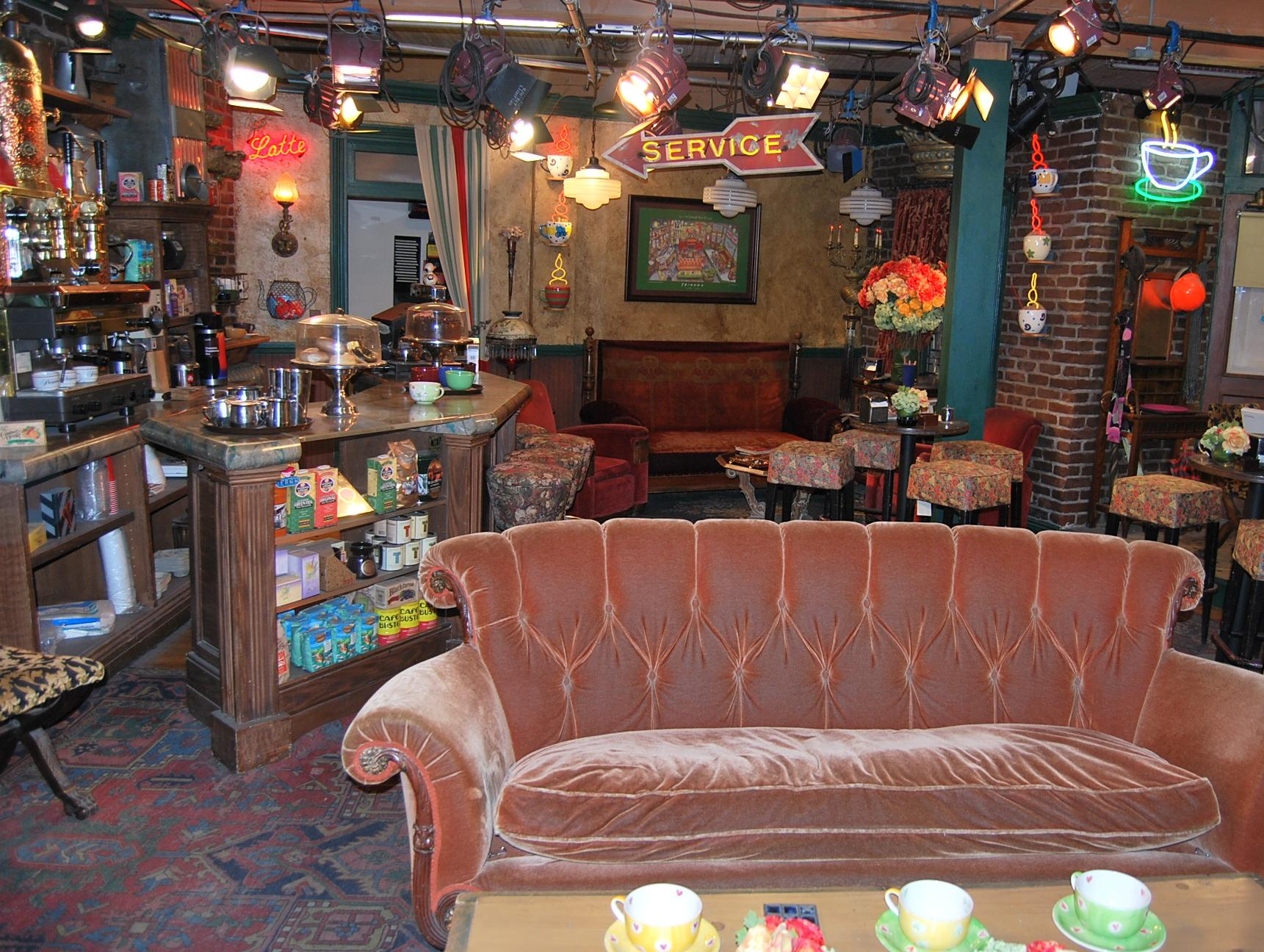
Wnętrze kawiarni Central Perk w Warner Bros Studio

Pomimo błędu Rossa podczas przysięgi dochodzi do ślubu, ale Emily wkrótce ucieka. Przyjaciele wracają do Nowego Jorku. Emily dzwoni do Rossa i obiecuje z nim zostać pod warunkiem, że zerwie on kontakt z Rachel. Ross zgadza się, ale ponieważ Emily stawia mu kolejne warunki, dochodzi do rozwodu. Ross wprowadza się do kamienicy po drugiej stronie ulicy od mieszkania Moniki i Rachel. Phoebe rodzi trojaczki Franka i Alice. Chandler i Monica w sekrecie kontynuują swój związek, ale ostatecznie wszyscy przyjaciele poznają tajemnicę. Rachel dostaje pracę w domu mody Ralpha Laurena. Joey otrzymuje główną rolę w filmie i jedzie na nagrania do Las Vegas, gdzie okazuje się, że produkcja upadła, ale nie mówi o tym przyjaciołom, którzy jadą tam, by się z nim spotkać. Po pijaku Ross i Rachel biorą ślub.
Sezon 6 (1999–2000)
Ross i Rachel postanawiają anulować ślub, ale ponieważ Ross nie chce mieć za sobą trzech rozwodów, w tajemnicy przed Rachel nie dopełnia formalności i ich małżeństwo nadal jest ważne. Gdy Rachel dowiaduje się prawdy, zmusza Rossa do rozwodu. Ross dostaje pracę jako wykładowca paleontologii na Uniwersytecie Nowojorskim. Umawia się z siostrą Rachel, a później spotyka się ze swoją studentką, Elizabeth.
Chandler i Monica zamieszkują razem, a Rachel wyprowadza się do Phoebe. Joey ma nową współlokatorkę Janine, z którą zaczyna się spotykać, ale gdy okazuje się, że Janine nie lubi Chandlera i Moniki, Joey z nią zrywa. Joey zaczyna pracę jako kelner w kawiarni Central Perk, a potem dostaje pierwszoplanową rolę w serialu Mac and Cheese, który później zostaje zdjęty z anteny. W mieszkaniu Phoebe i Rachel wybucha pożar i na czas remontu Rachel wprowadza się do Chandlera i Moniki, a Phoebe do Joeya, ale niedługo potem się zamieniają. Chandler chce oświadczyć się Monice, ale nim udaje mu się to zrobić, Monica spotyka przypadkiem swojego byłego chłopaka, Richarda, który w późniejszym czasie wyznaje jej miłość i mówi o wspólnej przyszłości, dzieciach i małżeństwie. Kiedy Chandler dowiaduje się o wyznaniach Richarda idzie do niego i oznajmia mu, że to on chce się oświadczyć Monice. Ostatecznie Monica odrzuca wizję przyszłości z Richardem i oświadcza się Chandlerowi.
Sezon 7 (2000–2001)
Monica i Chandler planują ślub. Rachel dostaje awans i zatrudnia asystenta, z którym zaczyna się spotykać, ale później zrywają ze sobą ze względu na to, że Tag jest zbyt młody. Mieszkanie Phoebe jest już po remoncie, ale Rachel zostaje z Joeyem, który powraca do dawnej roli w serialu Dni naszego życia. Noc przed ślubem Chandler znika. Pod jego nieobecność Phoebe znajduje test ciążowy o wyniku pozytywnym i dochodzi do wniosku, że Monica jest w ciąży. Phoebe i Ross znajdują Chandlera w jego biurze i namawiają go do powrotu, ale ten, słysząc o ciąży Moniki, znowu znika. Wraca, gdy uświadamia sobie, że poradzi sobie z dzieckiem. Chandler i Monica biorą ślub. Kiedy Chandler wspomina o dziecku, okazuje się, że test ciążowy nie był jej.
Sezon 8 (2001–2002)
Rachel dowiaduje się, że jest w ciąży, jednak nie chce powiedzieć, kim jest ojciec. Po czerwonym swetrze wszyscy dowiadują się, że ojcem jest Ross. Rachel potwierdza, że jest w ciąży z Rossem, ponieważ spali ze sobą miesiąc przed ślubem Chandlera i Moniki. Postanawiają razem wychowywać dziecko, ale nie są parą. Ross poznaje na ślubie nową dziewczynę, Monę, która później zrywa z nim, gdy Rachel wprowadza się do Rossa, aby ten mógł jej pomagać podczas ciąży i po porodzie. Joey zakochuje się w Rachel, ale ona nie odwzajemnia jego uczuć.
Kiedy Rachel zaczyna rodzić w szpitalu, matka Rossa daje mu pierścionek zaręczynowy, który ma wręczyć Rachel. Ross wkłada go do kieszeni kurtki, ale nie chce się oświadczać. Po porodzie Rachel Joey znajduje pierścionek, który wypadł z kurtki. Gdy klęka by go podnieść, Rachel, myśląc, że Joey się jej oświadcza, odpowiada „tak”.
Monica i Chandler postanawiają mieć dziecko.
Sezon 9 (2002–2003)
Rachel dowiaduje się, że Joey wcale nie chciał się jej oświadczyć. Po wielu nieporozumieniach z Rossem Rachel wraz z córeczką przeprowadza się do mieszkania Joeya.
Firma Chandlera oddelegowuje go do oddziału w Oklahomie, jednak po pewnym czasie rzuca pracę i rozpoczyna nową w firmie reklamowej. Gdy okazuje się, że Chandler i Monica nie mogą mieć dziecka, decydują się na adopcję. Phoebe po raz pierwszy angażuje się w dłuższy związek. Jej chłopak, Mike, wprowadza się do niej, ale gdy jej mówi, że nie chce już nigdy się żenić, rozstają się.
Rachel zakochuje się w Joeyu, ale on w tym czasie spotyka się z Charlie, koleżanką z pracy Rossa. Przyjaciele wyjeżdżają na Barbados, gdzie odbywa się konferencja naukowa, w której uczestniczy Ross. Phoebe jedzie tam ze swym dawnym chłopakiem Davidem, ale gdy Monica dowiaduje się, że Phoebe gotowa jest przyjąć oświadczyny Davida, choć nadal kocha Mike’a, namawia Mike’a, by ten wrócił do Phoebe. Gdy Mike oświadcza się Phoebe, ta odrzuca jego propozycję, ale wiedząc, że ich związek ma przyszłość, ponownie zostają parą. Joey i Charlie rozstają się, ponieważ Charlie z wzajemnością zakochuje się w Rossie. Gdy Joey dowiaduje się o uczuciach Rachel, całuje ją.
Sezon 10 (2003–2004)
Związek Joeya i Rachel nie trwa długo, a Charlie wraca do swojego poprzedniego chłopaka. Mike i Phoebe biorą ślub. Chandler i Monica starają się o adopcję dziecka młodej kobiety w ciąży, Eriki, i kupują dom na przedmieściach. Erica rodzi bliźniaki: chłopca i dziewczynkę. Rachel przyjmuje ofertę pracy w Paryżu. Na swym pożegnalnym przyjęciu żegna się z każdym z przyjaciół poza Rossem. Gdy tłumaczy mu później, że było to dla niej za trudne, zbliżają się do siebie i w efekcie spędzają razem noc.
Po tym jak Rachel wyrusza w podróż, Ross zdaje sobie sprawę, że ją kocha. Na lotnisku wyznaje jej miłość, ale zostaje odrzucony. W domu Ross znajduje na automatycznej sekretarce wiadomość, w której Rachel wyznaje mu, że go kocha, i próbuje wydostać się z samolotu. Kiedy Ross odwraca się, za nim stoi Rachel, zostają razem. Historia kończy się wyprowadzką Chandlera i Moniki. Przyjaciele spotykają się ostatni raz w Central Perk's na filiżance kawy.

## Lista odcinków
| Sezon | Sezon | Odcinki | Odcinki | Premierowa emisja    | Premierowa emisja | Premierowa emisja | Premierowa emisja    | Premierowa emisja   | Premierowa emisja |
| Sezon | Sezon | Odcinki | Odcinki | Premiera             | Finał             | Stacja            | Premiera             | Finał               | Stacja            |
| ----- | ----- | ------- | ------- | -------------------- | ----------------- | ----------------- | -------------------- | ------------------- | ----------------- |
|       | 1     | 1–24    | 24      | 22 września 1994     | 18 maja 1995      | NBC               | 2 września 1996      | 3 października 1996 | Canal+ Polska     |
|       | 2     | 25–48   | 24      | 21 września 1995     | 16 maja 1996      | NBC               | 4 października 1996  | 8 listopada 1996    | Canal+ Polska     |
|       | 3     | 49–73   | 25      | 19 września 1996     | 15 maja 1997      | NBC               | 28 października 1997 | 12 grudnia 1997     | Canal+ Polska     |
|       | 4     | 74–97   | 24      | 25 września 1997     | 7 maja 1998       | NBC               | 15 czerwca 1998      | 15 sierpnia 1999    | Canal+ Polska     |
|       | 5     | 98–121  | 24      | 24 września 1998     | 20 maja 1999      | NBC               | 27 lutego 2000       | 6 sierpnia 2000     | Canal+ Polska     |
|       | 6     | 122–146 | 25      | 23 września 1999     | 18 maja 2000      | NBC               | 13 sierpnia 2000     | 28 stycznia 2001    | Canal+ Polska     |
|       | 7     | 147–170 | 24      | 12 października 2000 | 17 maja 2001      | NBC               | 5 sierpnia 2001      | 17 stycznia 2002    | Canal+ Polska     |
|       | 8     | 171–194 | 24      | 27 września 2001     | 16 maja 2002      | NBC               | 5 września 2002      | 13 lutego 2003      | Canal+ Polska     |
|       | 9     | 195–218 | 24      | 26 września 2002     | 15 maja 2003      | NBC               | 6 listopada 2003     | 15 kwietnia 2004    | Canal+ Polska     |
|       | 10    | 219–236 | 18      | 25 września 2003     | 6 maja 2004       | NBC               | 2 września 2004      | 30 grudnia 2004     | Canal+ Polska     |
|       | Film  | Film    | Film    | 27 maja 2021         | 27 maja 2021      | HBO Max           | 27 maja 2021         | 27 maja 2021        | HBO GO            |

## Produkcja
Serial został stworzony pod koniec 1993 roku, przez Martę Kauffman i Davida Crane’a, do produkcji dołączył później Kevin S. Bright (Warner Bros.). Skierowany był do młodych ludzi, którzy na początku lat 90. identyfikowali się ze stylem nowoczesnej niezależności. Po wielu zmianach tytułu (Across the Hall, Six of One, Once Upon a Time in the West Village, Insomnia Café, Friends Like Us) serial zadebiutował na antenie amerykańskiej stacji NBC, 22 września 1994. 
Po zakończeniu emisji w 2004, powstał spin-off Joey. Wielu fanów krytykowało NBC za stworzenie serialu o jednej z postaci Przyjaciół, co odbiło się w oglądalności, która wyraźnie spadała. Pierwszy odcinek zgromadził 18,6 milionów widzów, podczas gdy ostatni tylko 4 miliony. Czterdzieści sześć odcinków zostało nakręconych, ale tylko trzydzieści osiem zostało wyemitowanych w Stanach Zjednoczonych. Jego nadawanie zakończono 15 maja 2006.

## Ważniejsze nagrody
- American Comedy Awards 2000 (1 nagroda):
  - 2000: Lisa Kudrow – najśmieszniejsza aktorka drugoplanowa w serialu
- Nagroda BAFTA (1 nagroda):
  - 1998: najlepszy zagraniczny program telewizyjny
- Nagroda Emmy (6 nagród):
  - 1996: Michael Lembeck – najlepszy reżyser serialu komediowego (odc. The One After The Superbowl)
  - 1998: Lisa Kudrow – najlepsza aktorka drugoplanowa w serialu komediowym
  - 2000: Bruce Willis – najlepszy aktor gościnny w serialu komediowym
  - 2002: najlepszy serial komediowy
  - 2002: Jennifer Aniston – najlepsza aktorka w serialu komediowym
  - 2003: Christina Applegate – najlepsza aktorka gościnna w serialu komediowym
- Złoty Glob (1 nagroda):
  - 2003: Jennifer Aniston – najlepsza aktorka w serialu komediowym lub musicalu
- People's Choice Award (6 nagród):
  - 1995: ulubiony nowy serial komediowy
  - 2000-2004: ulubiony serial komediowy
- Nagroda Satelita (1 nagroda):
  - 2001: Lisa Kudrow – najlepsza aktorka w serialu komediowym lub musicalu
- Nagroda Gildii Aktorów Filmowych (2 nagrody):
  - 1996: najlepszy zespół aktorów w serialu komediowym
  - 2000: Lisa Kudrow – najlepsza aktorka w serialu komediowym